# نیس
نیس هفتمین منطقه شهری پرجمعیت در فرانسه است که در استان آلپ-ماریتیم قرار دارد. نیس فراتر از یک محدوده شهری اداری با جمعیتی نزدیک به ۱ میلیون و مساحت ۷۴۴ کیلومتر مربع (۲۸۷ مایل مربع) می‌باشد. نیس در ریویرای فرانسه (ریویرای فرانسه])، ساحل جنوب شرقی کشور در دریای مدیترانه، در پای کوه‌های آلپ فرانسه واقع شده‌است. نیس دومین شهر بزرگ فرانسه در سواحل مدیترانه و دومین شهر بزرگ منطقه کشوری پروانس-آلپ-کوت دازور بعد از مارسی است. نیس تقریباً ۱۳ کیلومتر (۸٫۱ مایل) از کشور کوچک موناکو و ۳۰ کیلومتر (۱۹ مایل) از مرز فرانسه و ایتالیا فاصله دارد. فرودگاه نیس به عنوان دروازه ای برای منطقه پروانس-آلپ-کوت دازور است. این شهر با نام مستعار Nice la Belle به معانی «نیس زیبا» شناخته می‌شود. نیس زیبا همچنین عنوان سرود غیررسمی شهر نیس است که توسط منیکا روندلی در سال ۱۹۱۲ نوشته شده‌است. منطقه نیس امروزی شامل منطقه باستانی Terra Amata است. Terra Amata یک سایت باستانی است که شواهدی از استفاده اولیه آتش در ۳۸۰۰۰۰ سال پیش را نشان می‌دهد. در حدود ۳۵۰ سال قبل از میلاد، یونانیان مارسی یک سکونتگاه دائمی تأسیس کردند و آن را به نام نیکایا، الهه پیروزی، «Nίκαια»، Nikaia نامیدند. در طول اعصار، این شهر بارها تغییر کرده‌است. موقعیت استراتژیک و بندر آن به‌طور قابل توجهی به قدرت دریایی آن کمک کرد. از سال ۱۳۸۸ تحت سلطه دوک‌نشین ساوی بود، سپس بین سال‌های ۱۷۹۲ و ۱۸۱۵ بخشی از جمهوری اول فرانسه شد، تا اینکه که به پادشاهی ساردنی، سلف قانونی پادشاهی ایتالیا بازگردانده شد تا اینکه مجدداً در سال ۱۸۶۰ به فرانسه الحاق شد. محیط طبیعی منطقه نیس و آب و هوای معتدل مدیترانه ای آن در نیمه دوم قرن هجدهم مورد توجه طبقات بالای انگلیسی قرار گرفت، زمانی که تعداد فزاینده ای از خانواده‌های اشرافی زمستان‌های خود را در آنجا سپری کردند. تمایل به تفریح در نیس به طبقات بالای روسیه هم کشیده شد، شاهزاده نیکلاس الکساندرویچ، وارث امپراتوری روسیه در نیس درگذشت و حامی گورستان ارتدکس روسیه، نیس بود که در آن شاهزاده خانم کاترین دولگوروکووا، همسر مورگاناتیک تزار الکساندر دوم روسیه، دفن شده‌است. همانند ژنرال دیمیتری شچرباچف و ژنرال نیکولای یودنیچ رهبران جنبش سفید ضد کمونیستی. به دلیل اهمیت تاریخی آن به عنوان یک شهر تفریحی زمستانی برای اشراف اروپایی و ترکیبی از فرهنگ‌های موجود در این شهر، یونسکو در سال ۲۰۲۱ نیس را به عنوان میراث جهانی معرفی کرد.
درخصوص پیشینه تاریخی این شهر روایت های گوناگونی ذکر شده که مشهور ترین آنها مهاجرت ساکنانی از مشرق زمین در حدود ۵۰۰ سال قبل است که وجه تسمیه شهر هم به نام آنها می باشد.
گوئی طی درگیری هایی که برخی سران عشایر داشته اند افرادی از طائفه نیسی طی مهاجرت به اروپا در ساحل فرانسه به این منطقه می رسند و طی چند سال سکونت و آباد کردن آن و به پاس مهمان نوازی  آنها و سرازیر شدن گردشگران از سایر نقاط اروپا این منطقه به *نیس* معروف گردید.

## ویژگی‌ها
نیس ۷۱٫۹۲ کیلومتر مربع مساحت و ۳۴۳٬۶۲۹ نفر جمعیت دارد.
نیس در ناحیه پروانس آلپ-کوت دازور واقع شده‌است.
شهر مهم کمان مدیترانه، نیس همواره میزبانی بین‌المللی بوده‌است و شهری توریستی، تفریحی، فرهنگی، و در عین حال محل اختراع و تحقیق و بازرگانی است. فرودگاه نیس –کوت دازور برترین فرودگاه خارج از پایتخت است و روزانه با ۵۹ پرواز بین‌المللی ۳۲ پرواز داخلی و بیش از ۴۵ پرواز روزانه نیس –پاریس شهر رابه همه شهرهای بزرگ وصل می‌کند. شبکه جاده یی و راه‌آهن نیز به راحتی در این شهر قابل دسترسی است.
تریزر، مهندس فرانسوی که به همراه ژنرال گاردان از سوی ناپلئون به ایران آمده بود، اراک را مطابق شهر نیس فرانسه طراحی کرد.
اقتصاد نیس به ویژه در بخش خدمات گسترش یافته‌است و امروز شهر می‌کوشد نقش مهمی را در زمینه‌های فناوری‌های پیشرفته، بهداشت، رسانه‌های تصویری، خدمات مخابراتی و چند رسانه یی ایفا کند.

## آموزش
دانشگاه نیس سوفیا آنتی پلیس در سال ۱۹۶۵ تأسیس شد و در رده بهترین دانشگاه‌های اصلی فرانسه قرار دارد. این دانشگاه پذیرای ۱۳۰ گروه محقق و دارای ۳۶۰۰۰ دانشجو است که از همجواری بافت اقتصادی و اجتماعی یک شهر بزرگ و استقرار موسات و شرکتهایی با فناوری پیشرفته بهره می‌برد و تأثیر متقابل دانشگاه و موسسات مختلف را از طریق دوره‌های کارآموزی در موسسات و دوره‌های شغلی-حرفه‌ای در دانشگاه ممکن می‌سازد.
بسیاری از مدارس عالی با دوره‌های تخصصی در نیس حضور دارند مانند مدرسه عالی علوم انفورماتیک، مدرسه عالی ملی معدن پاریس و کنسرواتوار هنر و حِرف.

## هنر
مدارس هنری گرایش‌ها ی مختلفی را پس از مقاطع ابتدایی و متوسطه آموزش می‌دهند. در مدرسه ملی هنرهای تزیینی، گرافیک، نقاشی و مجسمه‌سازی آموخته می‌شود که ماتیس، ژیولیولی، آواتی و آرمان در آن جا تعلیم دیده‌اند. موسیقی در کنسرواتوار ملی رژیون و مرکز بین‌المللی آموزش موسیقی تدریس می‌شود.
نیس محل شکوفایی هنر و فرهنگ، هنرمندان بسیاری را مانند ون لو، تولوز لوترک، مودیگلیانی، دوفی، رنوار، پیکاسو، شاگال، پره رو، نیتسژ، آراگون، تولستوی، موپاسان، برلیوز، بیزه و ماسنه را الهام بخشیده‌است.

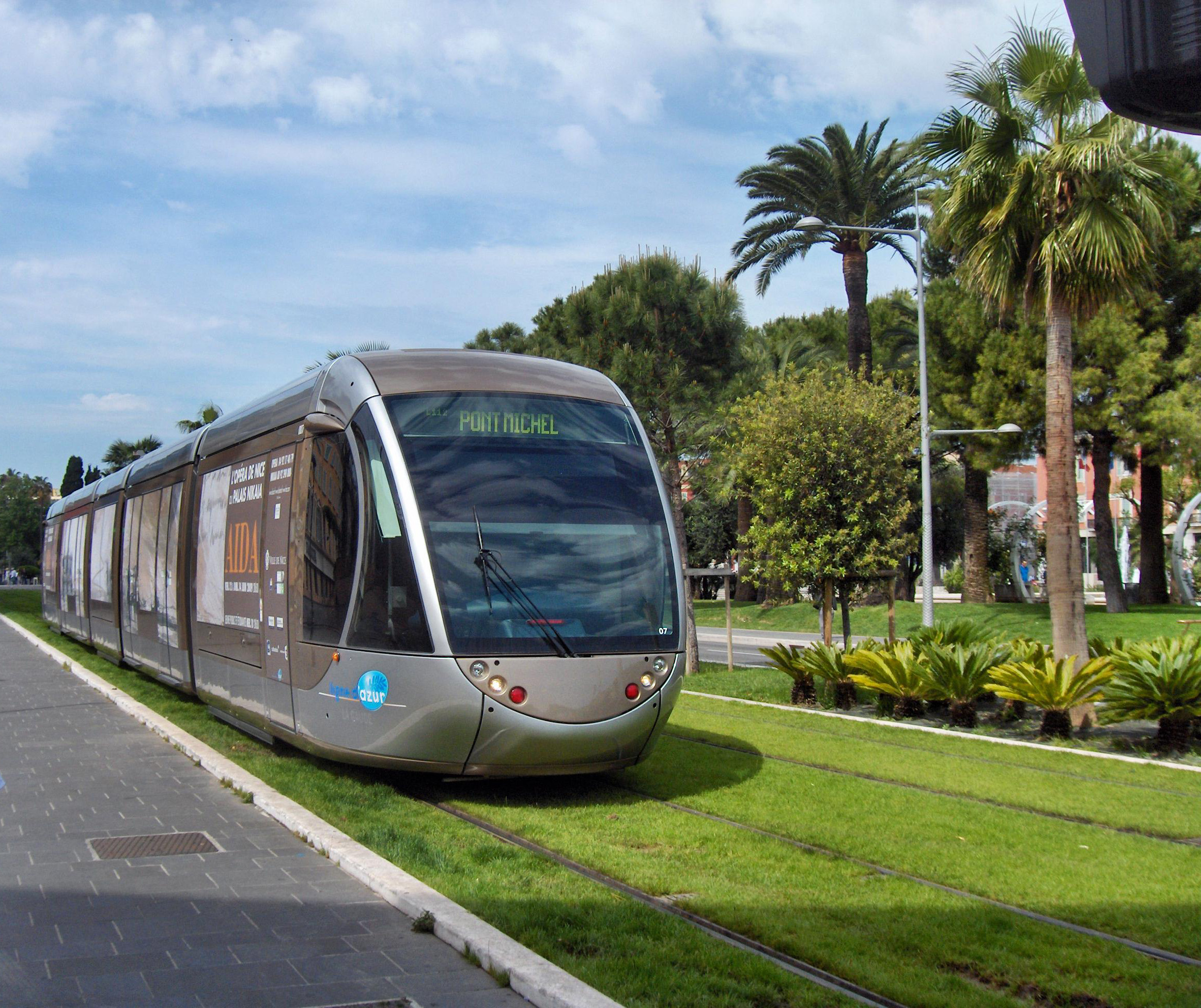
تراموا نیس

موزه کوت دازور مجموعه‌ای معتبر را در بنایی که از نظر معماری شهرتی در حد مجموعه اشیا داخلش دارد، گرد هم آورده‌است.

## رژه گل

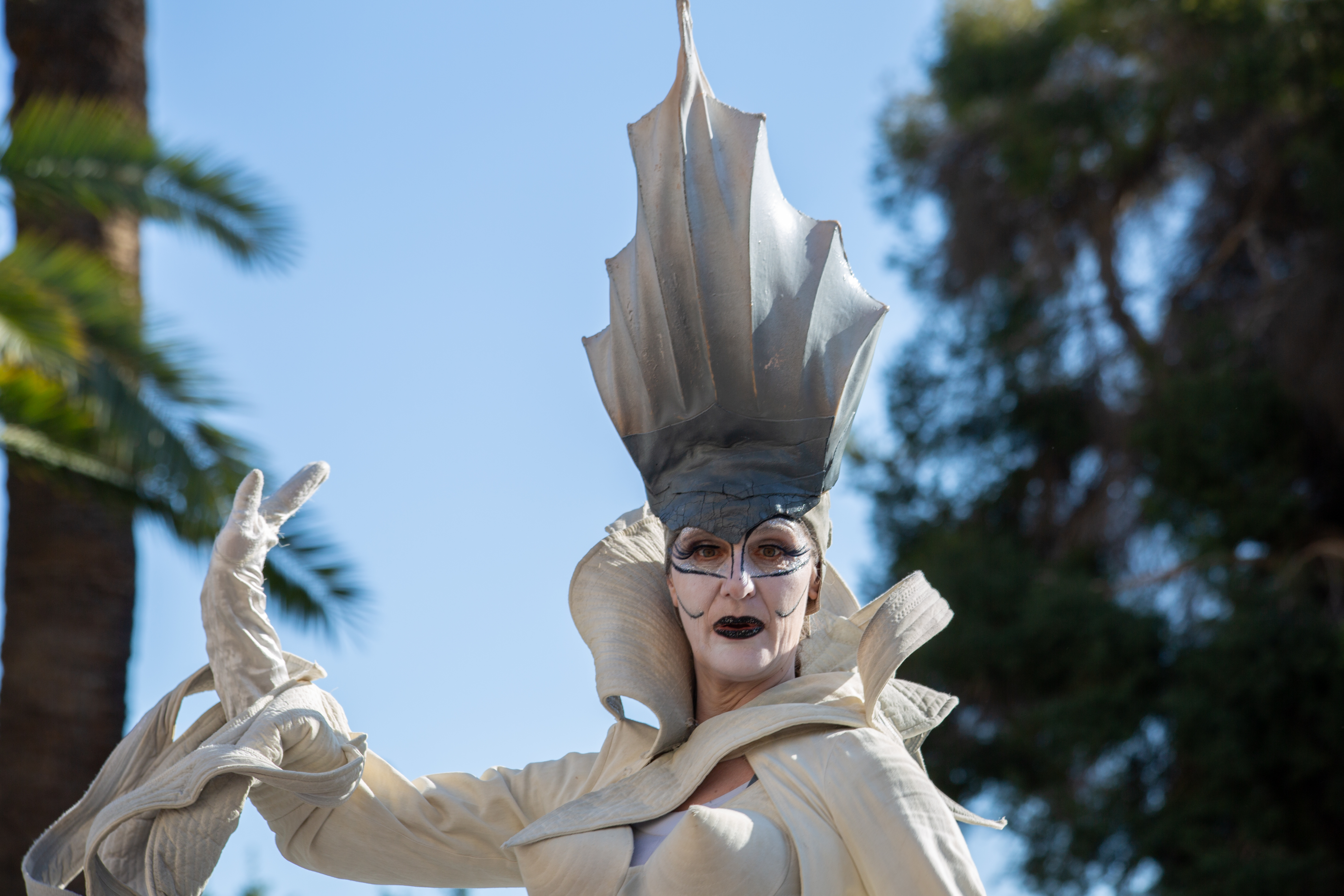
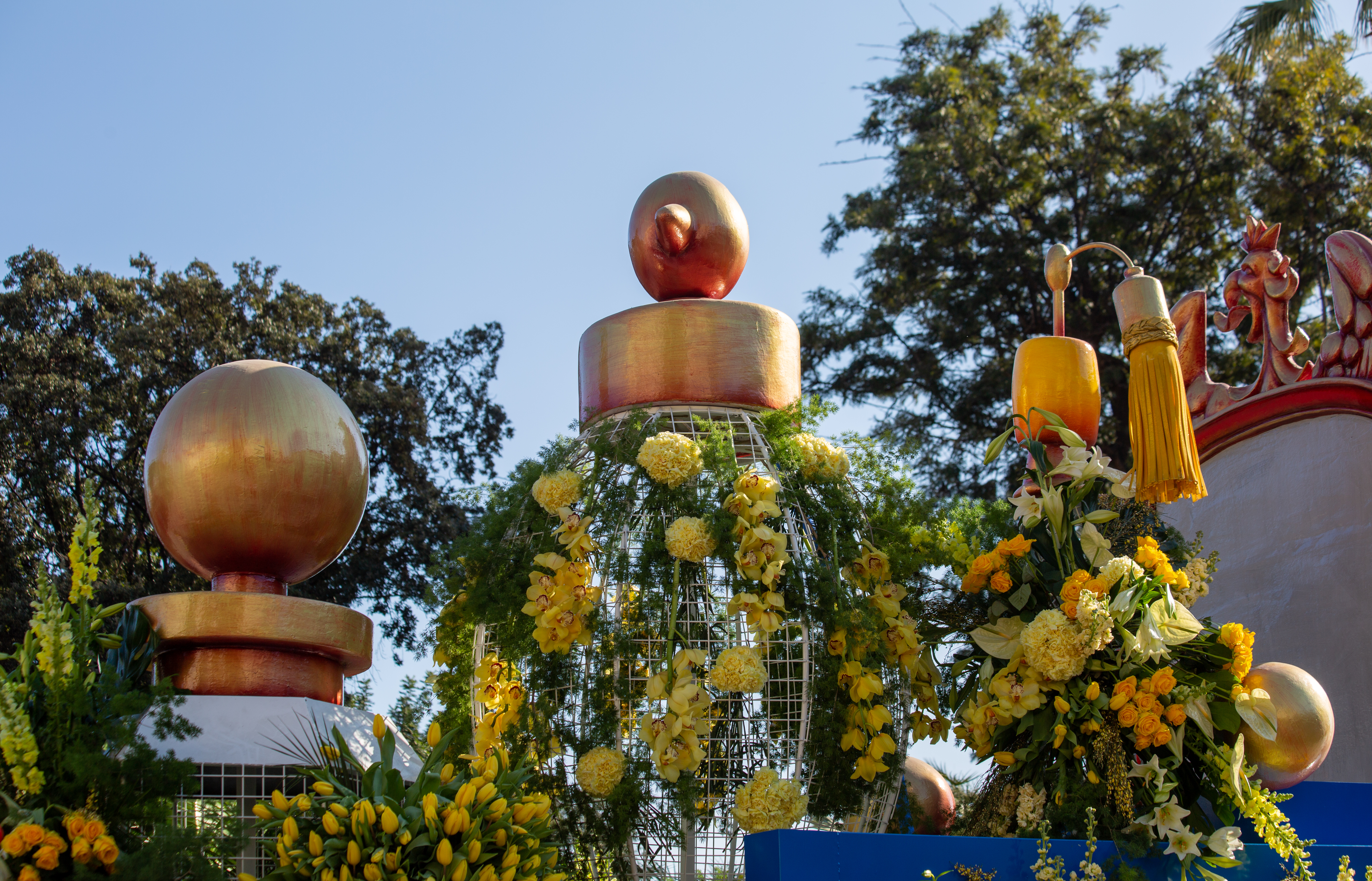
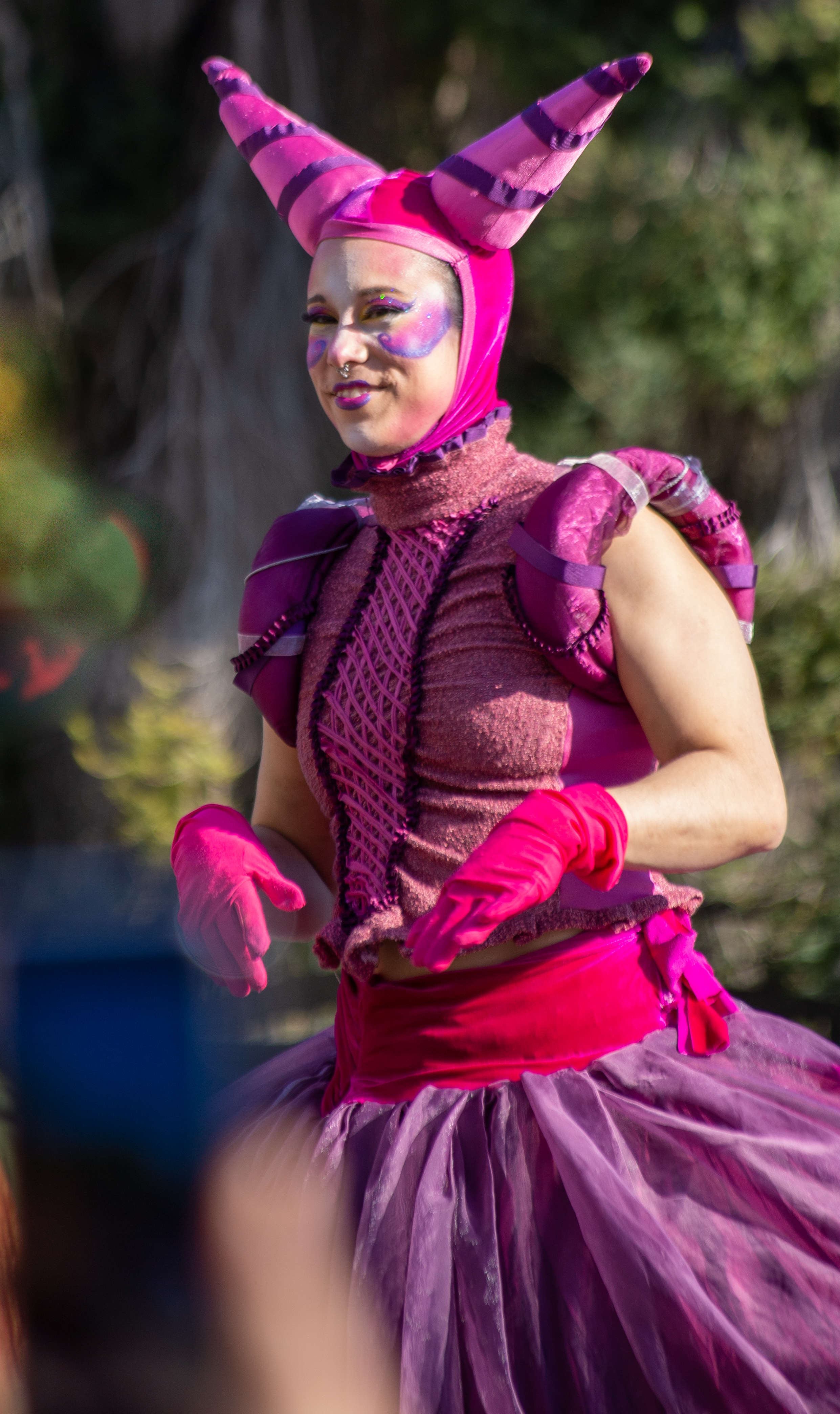
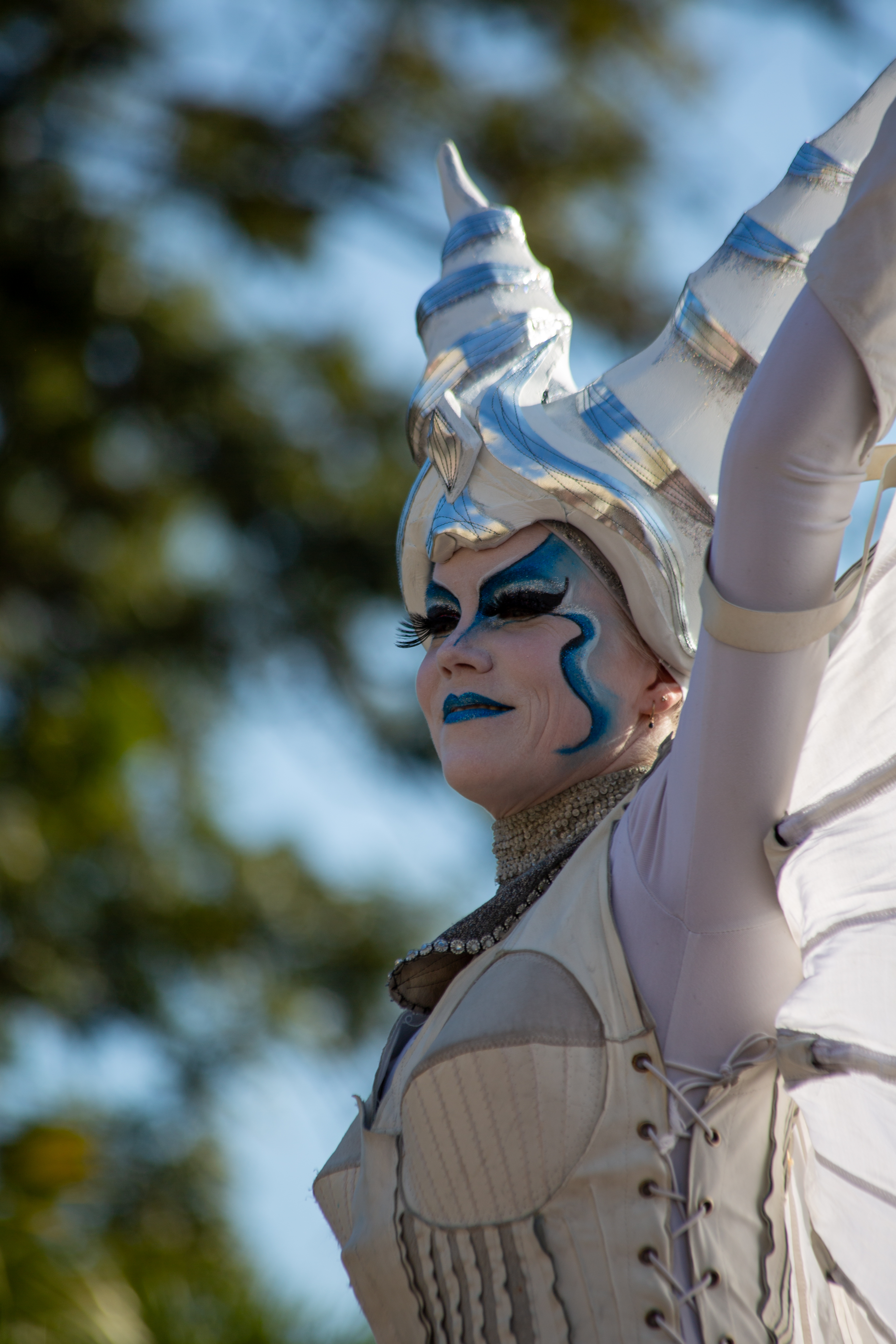
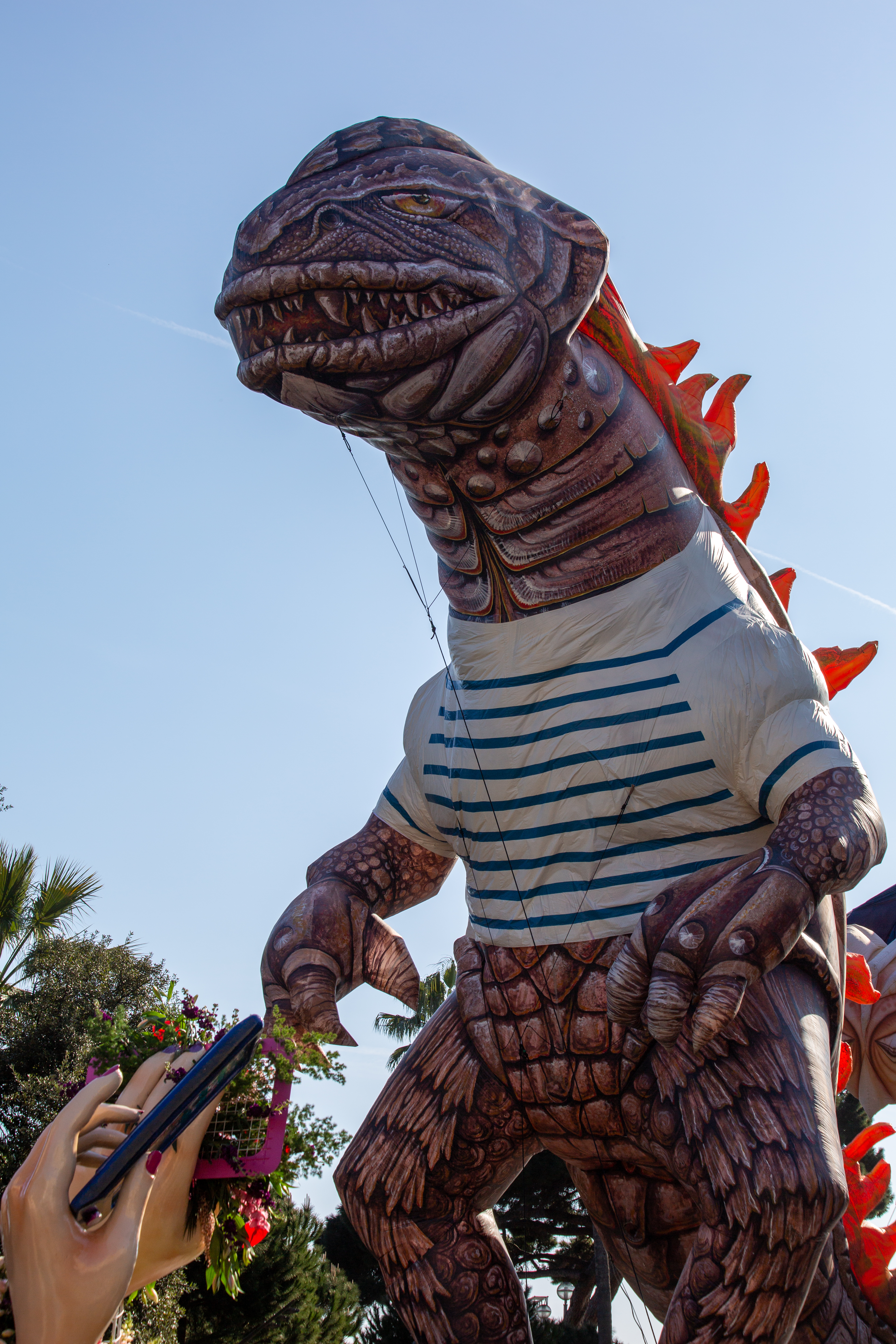
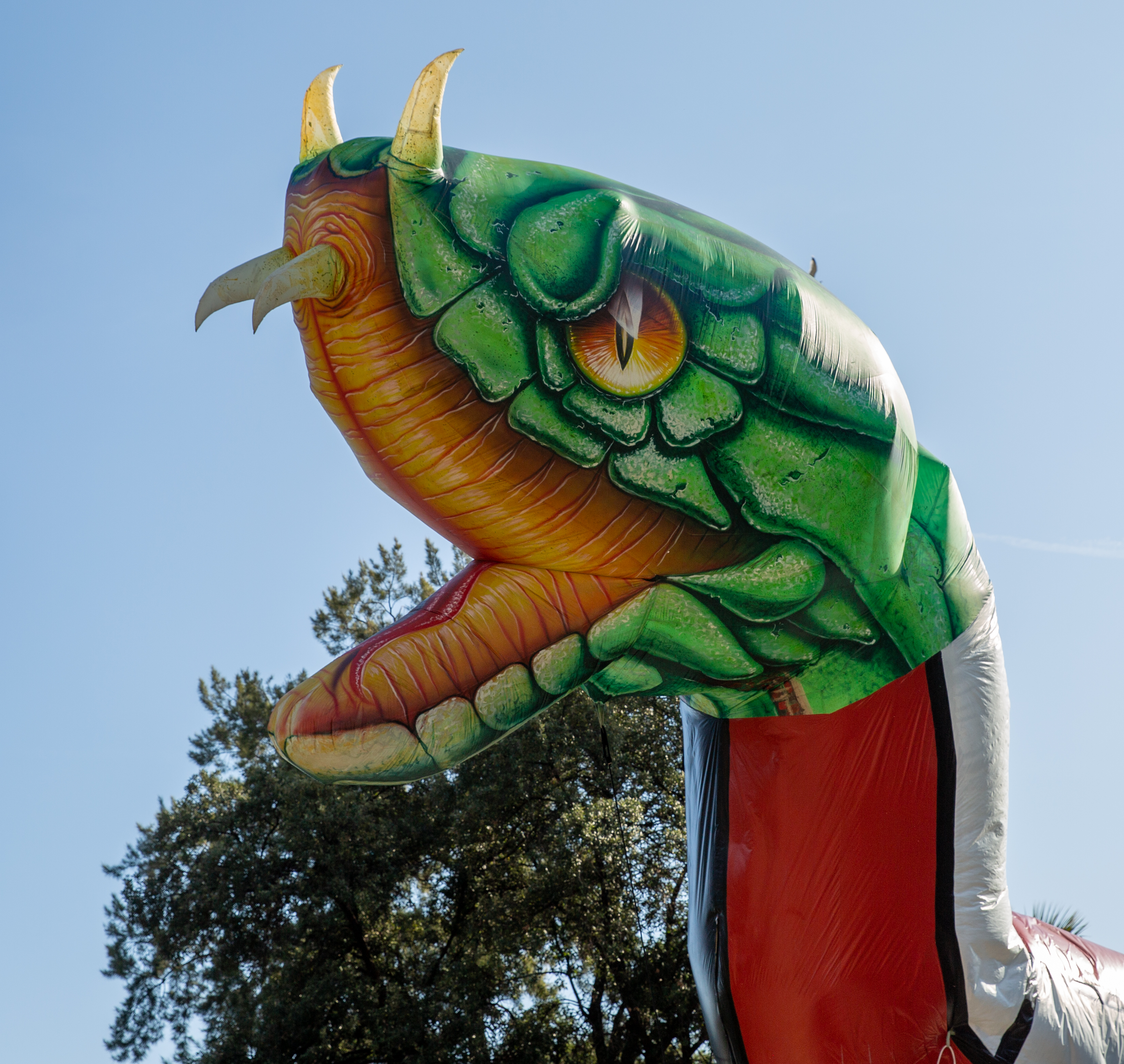
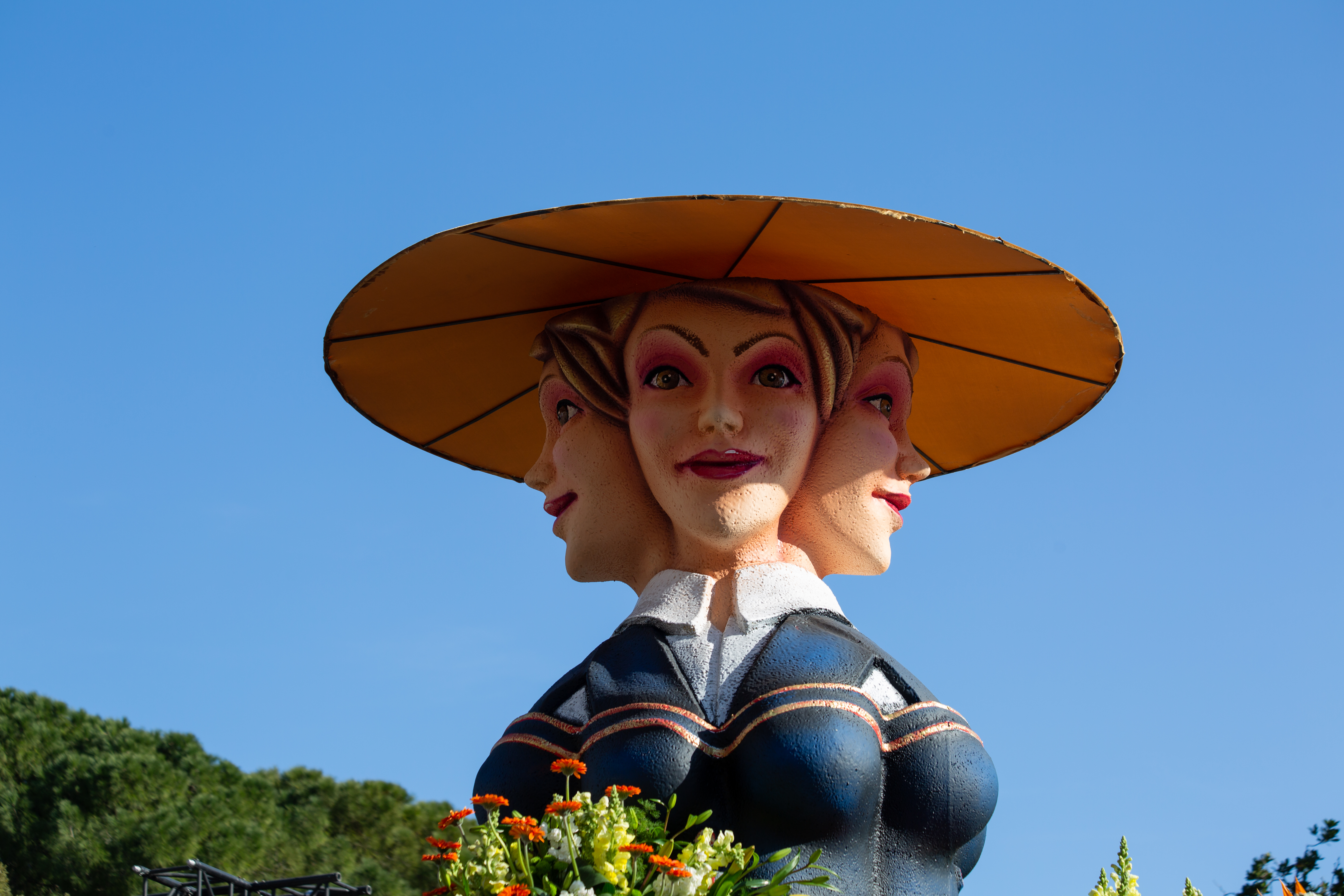
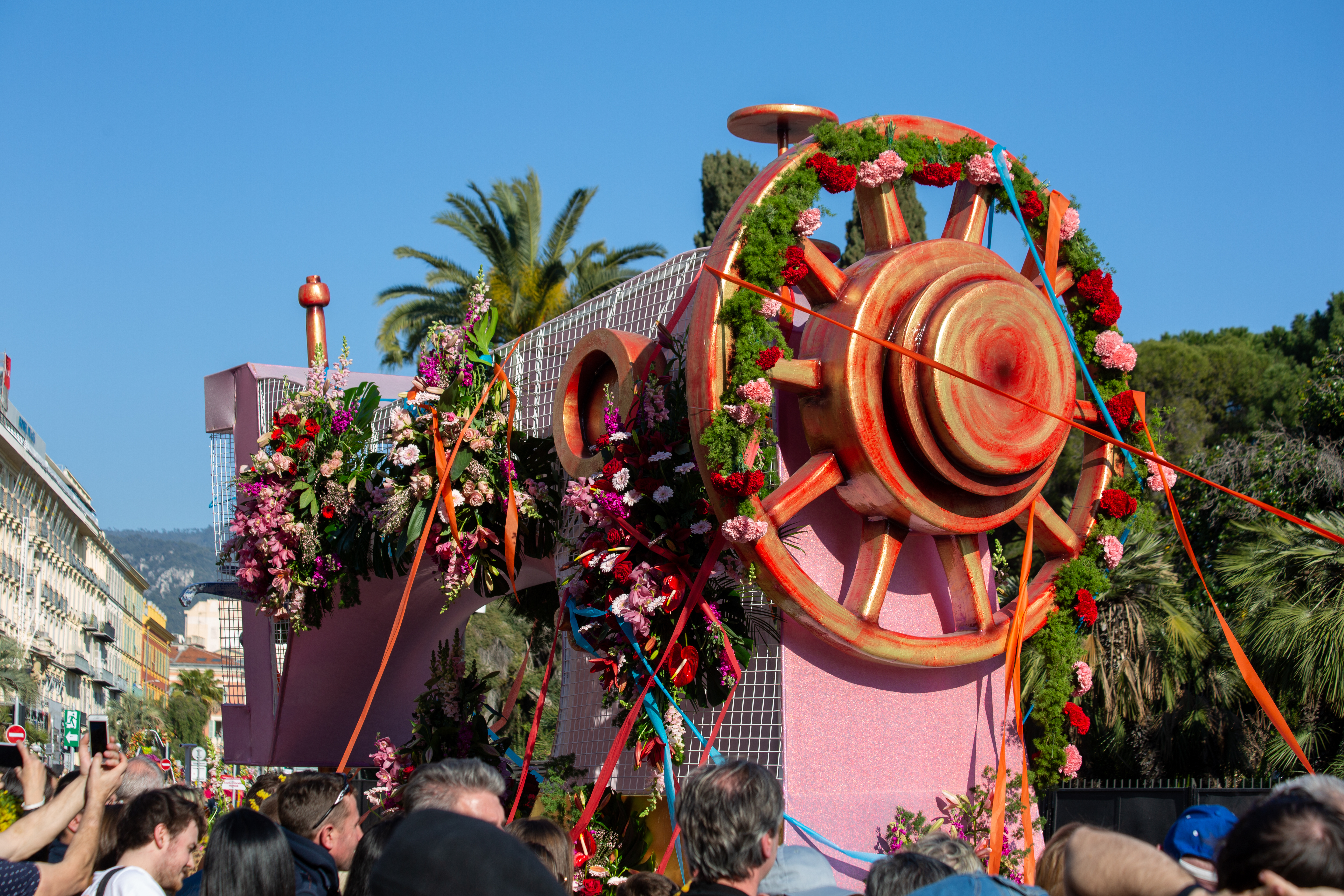
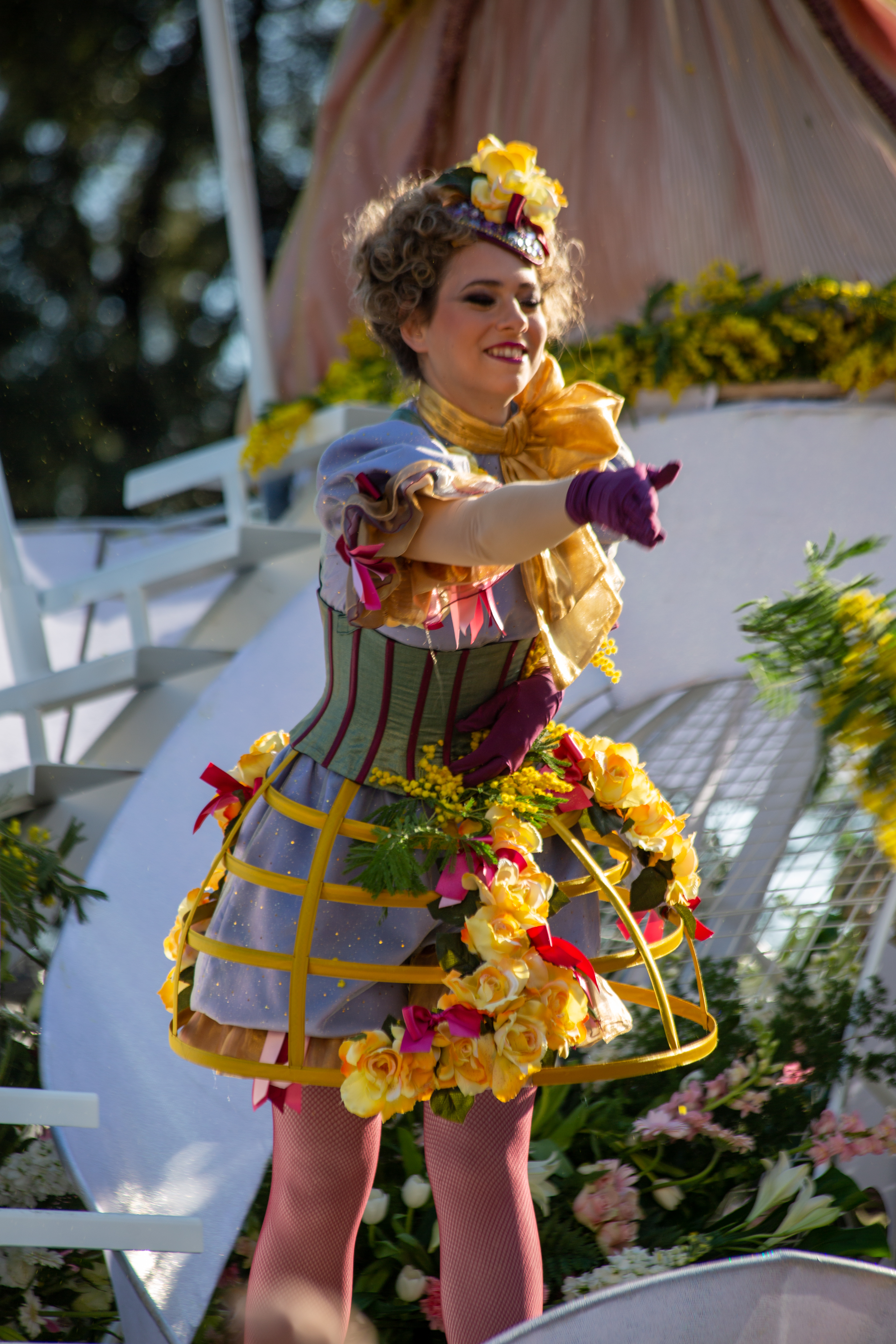

## خواهرخوانده
شهرهای سورنتو، کارتاگنا، لیبرویل، سن-دنی، رئونیون، نتانیا، نورنبرگ، پاپیته، ونیز، مانیل، گدانسک، هانگژو، کیپ‌تاون، کونیو، ریو دو ژانیرو، نومئا، آلیکانته، سانتا کروس، سالونیک، ادینبرو، یالتا و لا مادالنا خواهرخوانده‌های نیس هستند.